# Озиас-Тюренн, Жозеф-Александр
Жозеф-Александр Озиас-Тюренн (фр. Joseph-Alexandre Auzias-Turenne; 1 марта 1812, Пертюи (Воклюз) — 27 мая 1870, Париж) — французский венеролог. Доказал инфекционную природу вторичного сифилиса. Предложил метод «сифилизации» — прививок здоровым людям материала от тех больных, у которых сифилис протекал в доброкачественной форме. Озиас-Тюренн полагал, что это сделает их иммунными к сифилису, как прививка коровьей оспы защищает от оспы натуральной. Предложение и поставленные Озиасом опыты на добровольцах вызвали бурные споры в медицинском и научном сообществе Франции и, в конечном счёте, были отвергнуты.

## Публикации
- Auzias-Turenne J.-A. La Syphilization (Сифилизация). — Paris, 1878.